# Ranunculus adoneus
Ranunculus adoneus är en ranunkelväxtart som beskrevs av Asa Gray. Ranunculus adoneus ingår i släktet ranunkler, och familjen ranunkelväxter.

## Underarter
Arten delas in i följande underarter:
- R. a. alpinus
- R. a. caespitosus